# EyeToy: Kinetic
EyeToy: Kinetic is een fitness-computerspel uit 2005, ontwikkeld door Sony Computer Entertainment in samenwerking met Nike. Het is ontwikkeld om de speler te helpen met zijn gezondheid en conditie door middel van verschillende "train-spelletjes". Het gemiddelde programma duurt 12 weken. Als de speler een "afspraak" mist, wordt de instructeur boos wanneer de speler de volgende keer komt. Er is zowel een mannelijke als een vrouwelijke instructeur, die uitleggen en voordoen hoe men het best kan trainen. Het vervolgspel is EyeToy: Kinetic Combat.